# Графф ван Полсбрук, Агнета де
Агнета де Графф ван Полсбрук (нидерл. Agneta de Graeff van Polsbroek; 10 ноября 1603, Амстердам, Республика Соединённых провинций — 3 или 4 марта 1656, там же) — нидерландская аристократка времён «нидерландского золотого века». Она известна как тёща государственного деятеля и великого пенсионария Йоханна де Витта.

## Биография
Агнета была старшей дочерью Якоба Диркса де Граффа и Альтье Буленс Лун. Она приходилась сестрой Корнелису и Андрису де Граффам.
В 1625 году вышла замуж за Яна Биккера. У них было двое дочерей — Вендела Биккер и Якоба Биккер; первая вышла замуж за Йохана де Витта, вторая — за своего кузена Питера де Граффа.
Агнета с супругом жила в загородных имениях «Де Ёльт» в Барне, «Акерендам» и «Дунвийк» в Бевервийке. В Амстердаме ей принадлежал дом на Херенграхт и остров Бикерсейланд. В 1663—1664 годах портрет Агнеты был написан художником Валлерантом Вайлантом, ныне хранится в Амстердамском историческом музее. Часовня над её могилой находится в Вестеркерк.